# Footloose (singolo)
Footloose è una canzone scritta ed interpretata da Kenny Loggins nel 1984.

## Descrizione
Scritto da Loggins per la colonna sonora del film del 1984 Footloose, il testo del brano racconta di un ragazzo che non può fare a meno di ballare, ed incoraggia gli altri a fare lo stesso. Si tratta, grossomodo, della trama del film interpretato da Kevin Bacon.
La canzone fu il maggiore successo nella carriera di Loggins, ed ottenne anche una nomination agli Premi Oscar nel 1984 nella categoria Oscar alla migliore canzone, premio poi andato a I Just Called to Say I Love You di Stevie Wonder.
Kenny Loggins interpretò il brano anche durante il concerto Live Aid al JFK Stadium a Filadelfia, il 13 luglio 1985.
La canzone è stata parodiata da "Weird Al" Yankovic con il titolo Hooked on Polkas. Nella colonna sonora del film statunitense del 2001 Non è un'altra stupida commedia americana compare una cover del brano in stile pop punk, interpretata dai Good Charlotte.

## Video musicale
Il video musicale era composto principalmente di spezzoni del film, relativi alla coreografia estemporanea interpretata dal personaggio di Kevin Bacon nella sequenza nel magazzino, dove in realtà era suonata un'altra canzone.

## Tracce
1. Footloose
2. Swear Your Love

## Successo commerciale
Il brano rimase per tre settimane al vertice della Billboard Hot 100 dal 31 marzo al 14 aprile del 1984 e fu il primo di due canzoni tratte dalla colonna sonora del film Footloose ad arrivare alla posizione numero della classifica statunitense.